# Nagasaki prefektur
Nagasaki prefektur (長崎県; Nagasaki-ken) är belägen i västra delen av ön Kyūshū, Japan. Residensstaden är Nagasaki.

## Administrativ indelning
Prefekturen var år 2016 indelad i tretton städer (-shi) och åtta kommuner (-chō).
Kommunerna grupperas i fyra distrikt (-gun). Distrikten har ingen administrativ funktion utan fungerar i huvudsak som postadressområden.
Städer:
- Gotō, Hirado, Iki, Isahaya, Matsuura, Minamishimabara, Nagasaki, Ōmura, Saikai, Sasebo, Shimabara, Tsushima, Unzen

Distrikt och kommuner:
| - Higashisonogi distrikt - Hasami - Higashisonogi - Kawatana | - Kitamatsuura distrikt - Ojika - Saza | - Minamimatsuura distrikt - Shinkamigotō | - Nishisonogi distrikt - Nagayo - Togitsu |

## Galleri

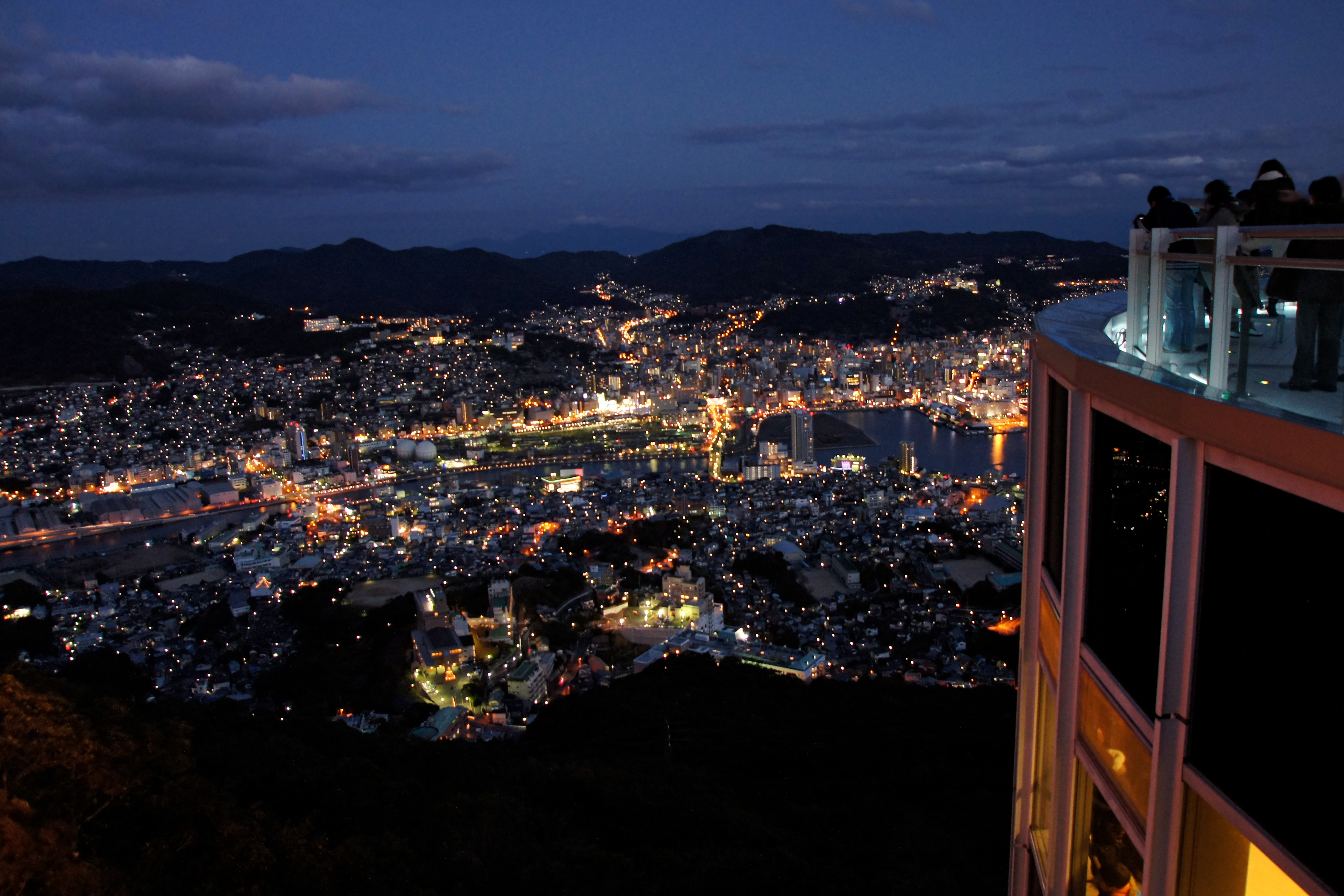
Nagasaki
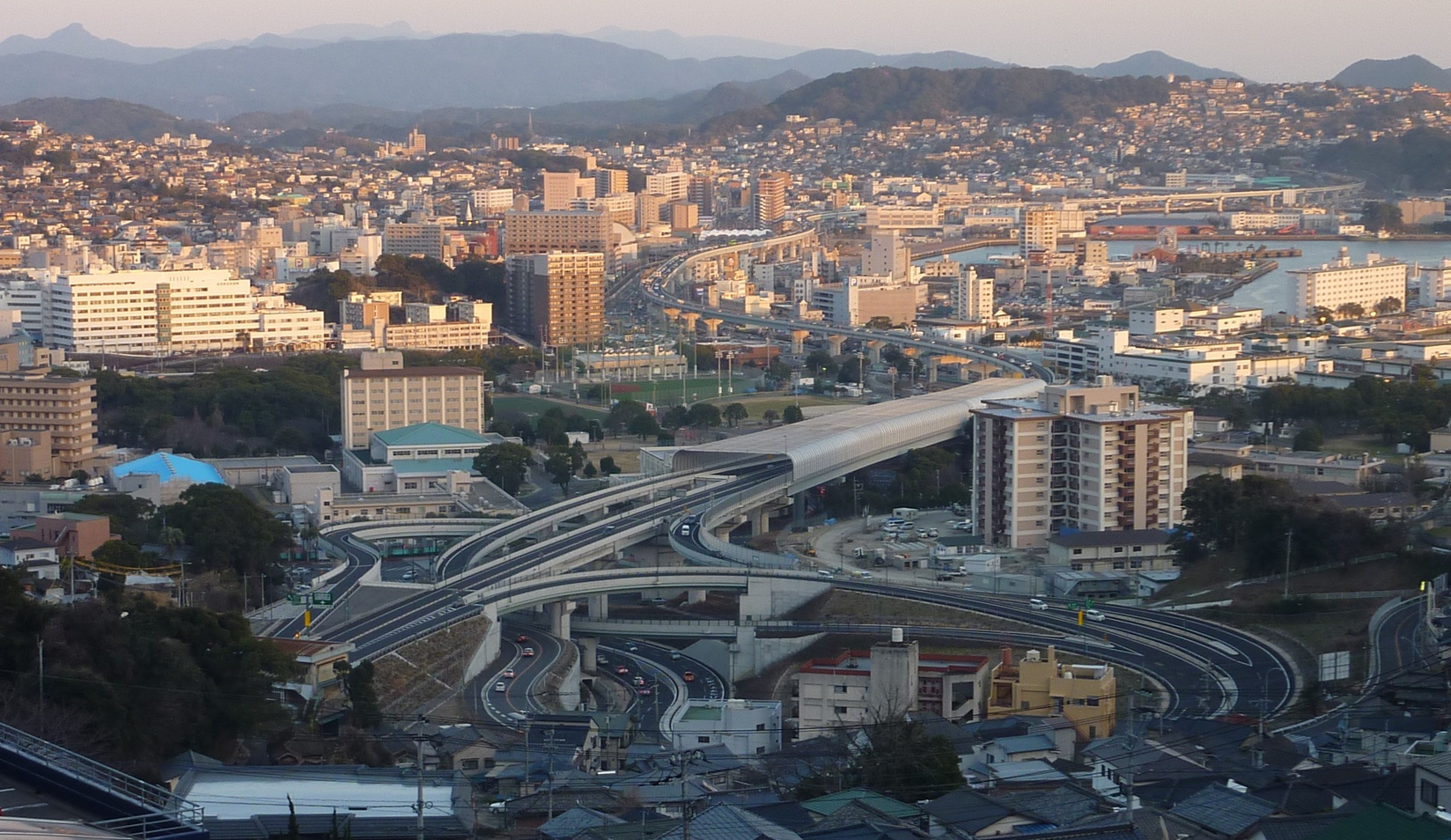
Sasebo
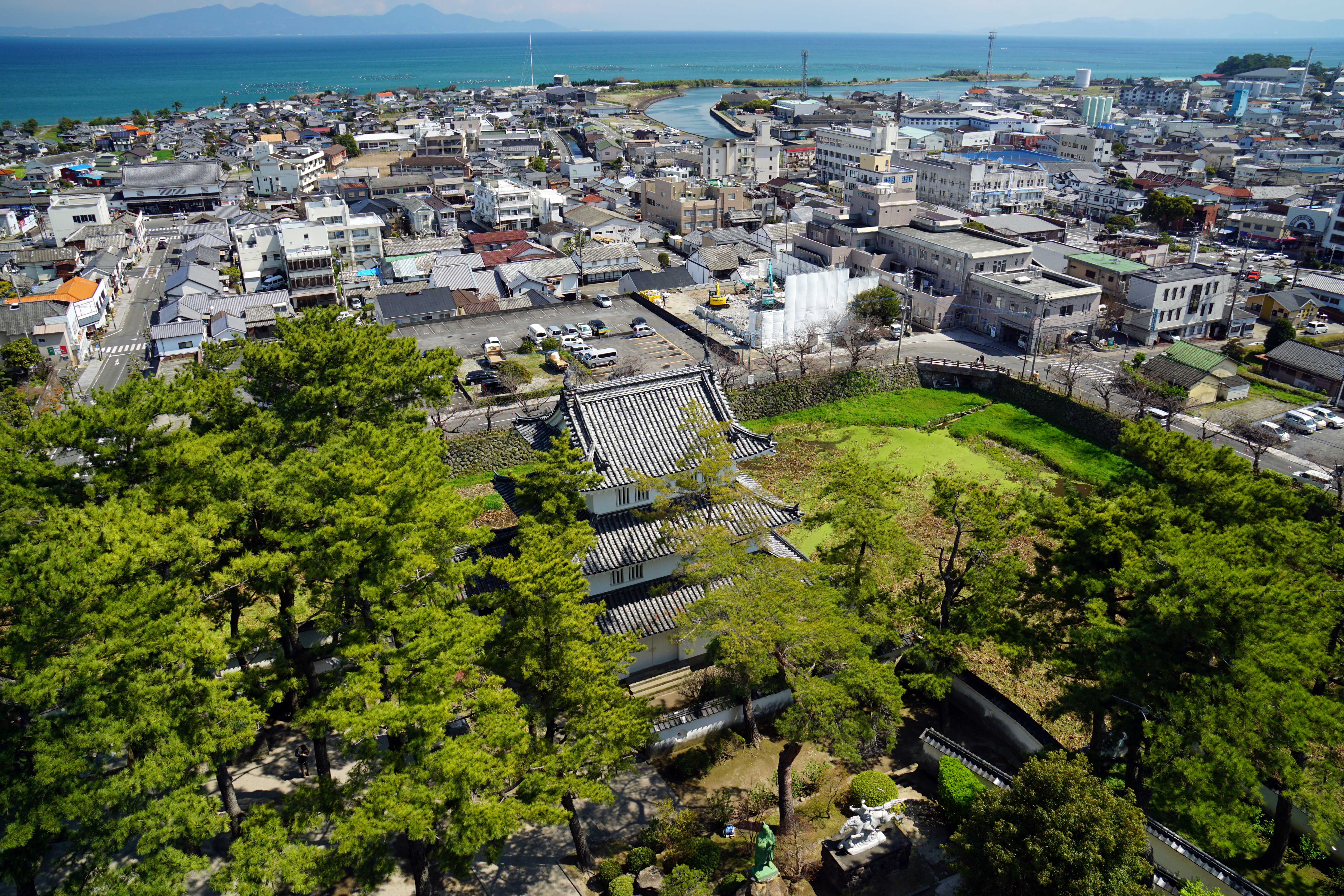
Shimabara
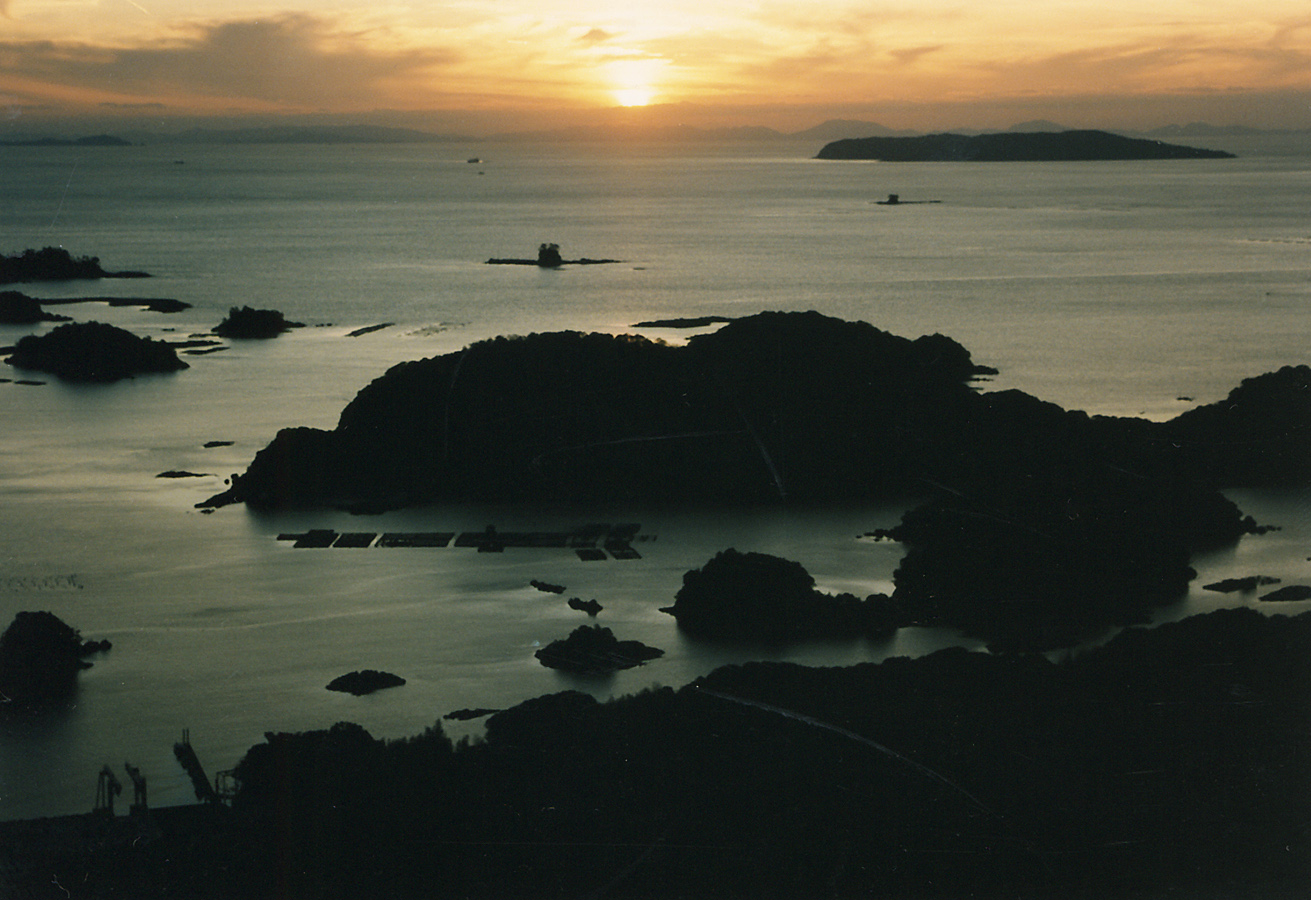
Kujū-ku Islands, Sasebo